# サン・アンドゥレス・チョルラ
サン・アンドゥレス・チョルラ（San Andrés Cholula）
は、メキシコのプエブラ州にある自治体。州都のプエブラ都市圏に含まれる。
プエブロ・マヒコ選出。